# Partidul Libertarian (Statele Unite)
Partidul Libertarian (LP) este un partid politic libertarian din Statele Unite ale Americii (SUA), care promovează libertățile civile, non-intervenționismul și limitarea implicării guvernului. Partidul a fost fondat în august 1971 și oficial înființat în luna decembrie a aceluiași an în Colorado Springs, Colorado. În prezent, este al treilea cel mai mare partid din Statele Unite după numărul alegătorilor și are un membru în Congres. Electoratul acestuia este de 609.234 de votanți. Simbolurile politice/electorale ale partidului sunt Statuia Libertății, porcul spinos (i.e., porcupine în engleză) precum și farul. După cele două mari și clasice partide politice din Statele Unite, mai precis Partidul Democrat (DP/D) respectiv Partidul Republican (RP/GOP), Partidul Libertarian (LP) este unul dintre cele mai mari alte partide politice.

## Date generale
În anul 2021, partidul libertarian avea un număr total de membrii de 693.634. În afara ideologiei politice centrale a libertarianismului, în cadrul partidul libertarian mai operează și alte facțiuni cu alte ideologii politice printre care minarchism, anarcho-capitalism precum și paleolibertarianism. Toate ideologiile politice constitutive ale partidului pun în prim plan libertatea individului în fața statului, la nivel economic și instituțional, statul acționând ca un arbitru și favorizând economia de piață, pornind de la baza liberalismului clasic. Simbolul electoral al partidului este porcul spinos iar logo-ul oficial este reprezentat de torța Statuii Libertății (un alt simbol electoral/politic al partidului este farul de asemenea). Culoarea electorală a partidului este galben.

## Simbol electoral
Simbolul electoral al partidului este reprezentat de porcul spinos (porcupine). Variante ale simbolului electoral pentru alte branșe includ săgeata (pentru statul Alabama) sau torța cu porcul spinos (pentru New Hampshire).

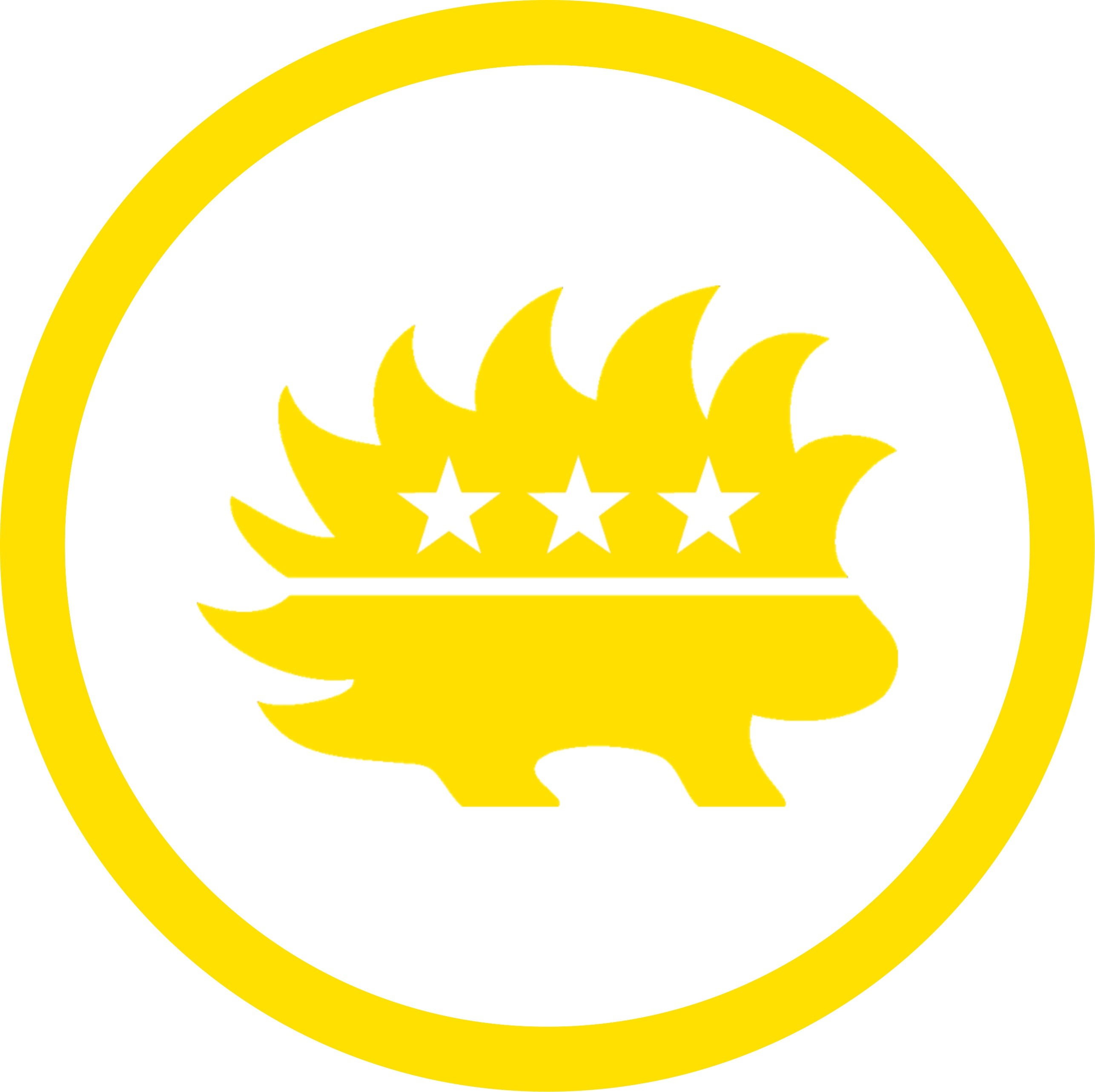
Porcul spinos, simbolul electoral general al libertarienilor
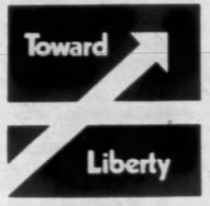
Săgeata pentru libertate, simbolul electoral al branșei libertarienilor din statul Alabama
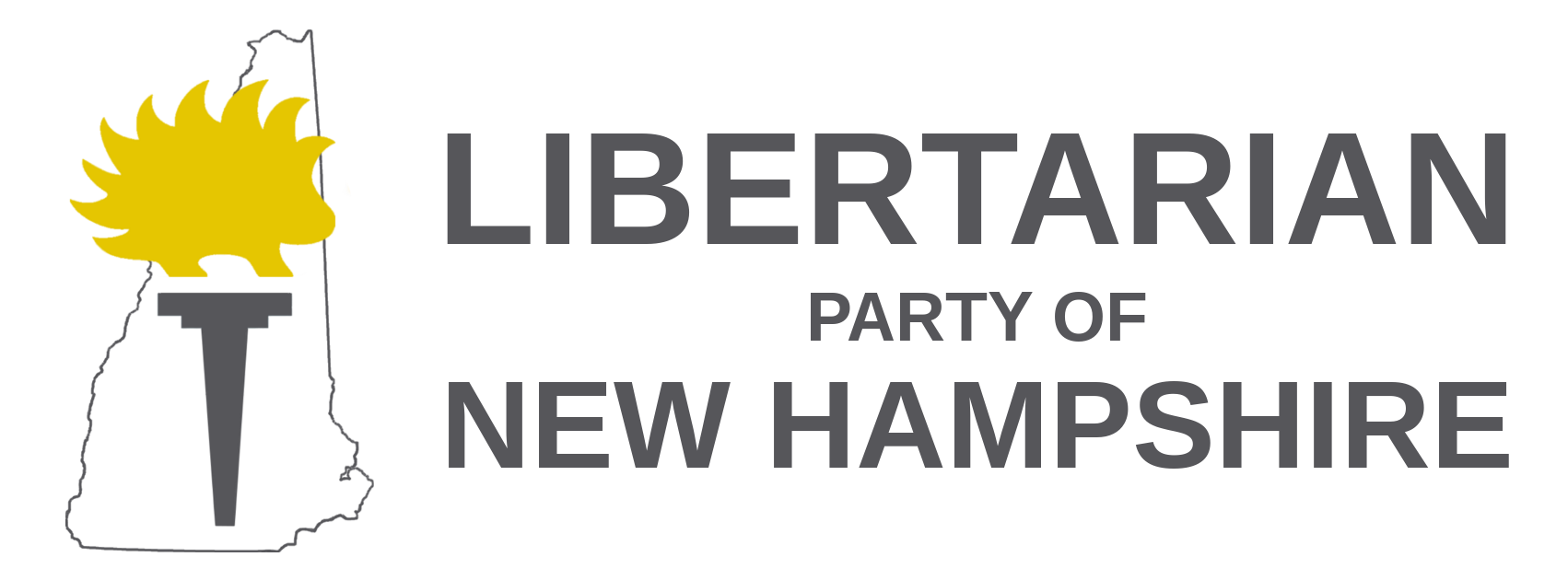
Simbolul torței cu porcul spinos al branșei libertarienilor din New Hampshire

## Alegerile prezidențiale americane din 2012 și 2016
În cadrul alegerilor prezidențiale americane din 2016, libertarianul Gary Johnson (ex-republican și fost guvernator al statului New Mexico) a obținut cel mai bun rezultat electoral al unui candidat libertarian la acest tip de scrutin, totalizând 4.489.235 de voturi sau 3,3% dintre sufragii. La alegerile prezidențiale precedente din anul 2012, Gary Johnson obținea 1.275.971 de voturi sau 1,0% dintre sufragii. Atât la alegerile prezidențiale din 2012 cât și din 2016, partidul libertarian reprezentat de acesta s-a clasat pe locul al treilea din punctul de vedere al votului popular după două cele mai mari partide americane, mai precis democrații (D) și republicanii (GOP).

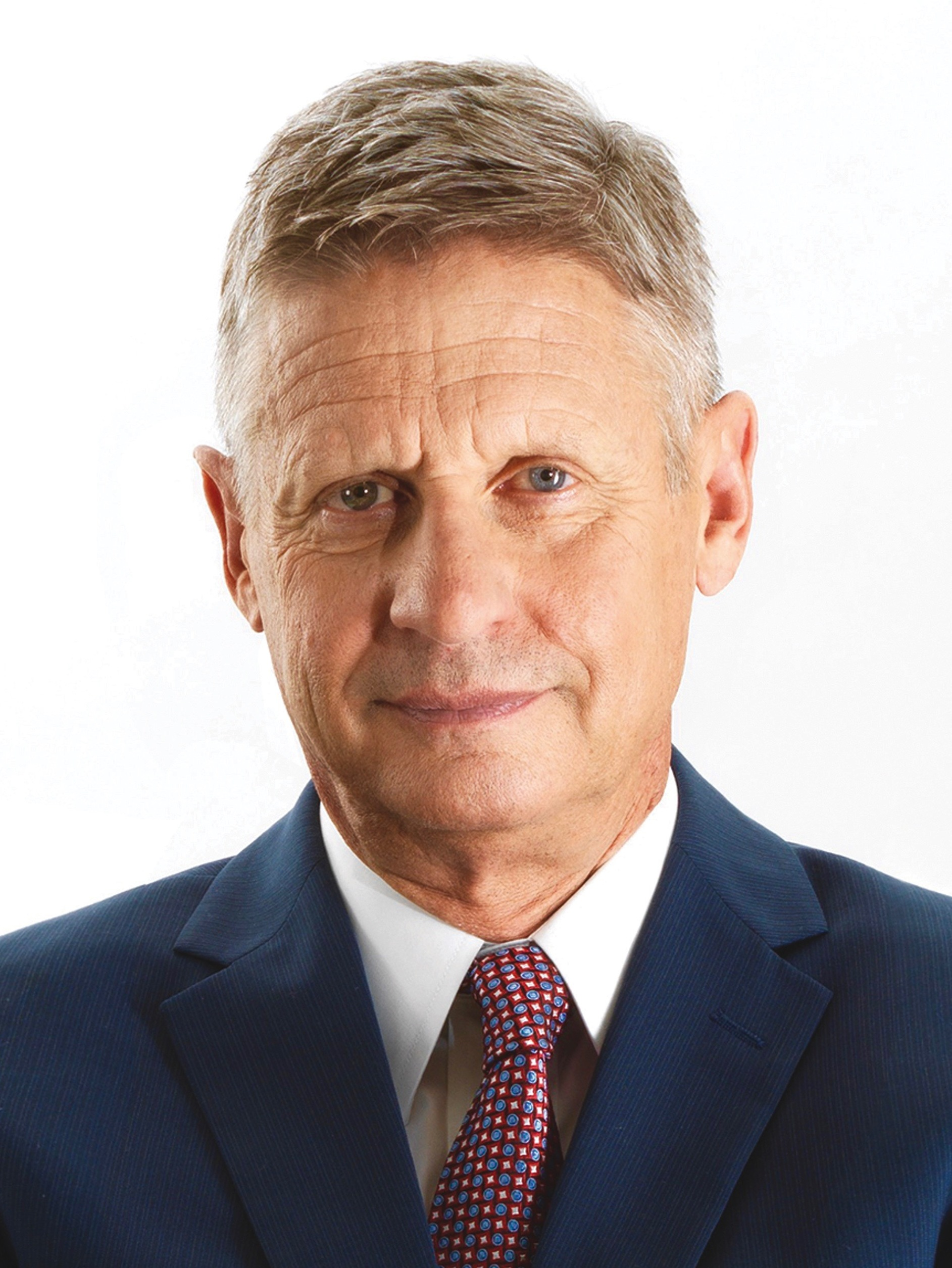
Gary Johnson (ex-republican), cel mai bine clasat candidat prezidențial libertarian atât în 2012 cât și în 2016
Rezultatele lui Gary Johnson pe unitate teritorială pe cuprinsul Statelor Unite ale Americii (cele mai multe voturi le-a obținut în statul New Mexico)

## Galerie

Simbol electoral alternativ al partidului libertarian din SUA cu culorile naționale
Simbol electoral alternativ al partidului libertarian din SUA cu culorile naționale (contrast puțin diferit)
Rezultatele electorale ale partidului libertarian din SUA în cadrul alegerilor prezidențiale din 1972 până în 2016, Gary Johnson (ex-republican) fiind cel mai bine plasat candidat prezidențial al partidului la scrutinul din anul 2016.
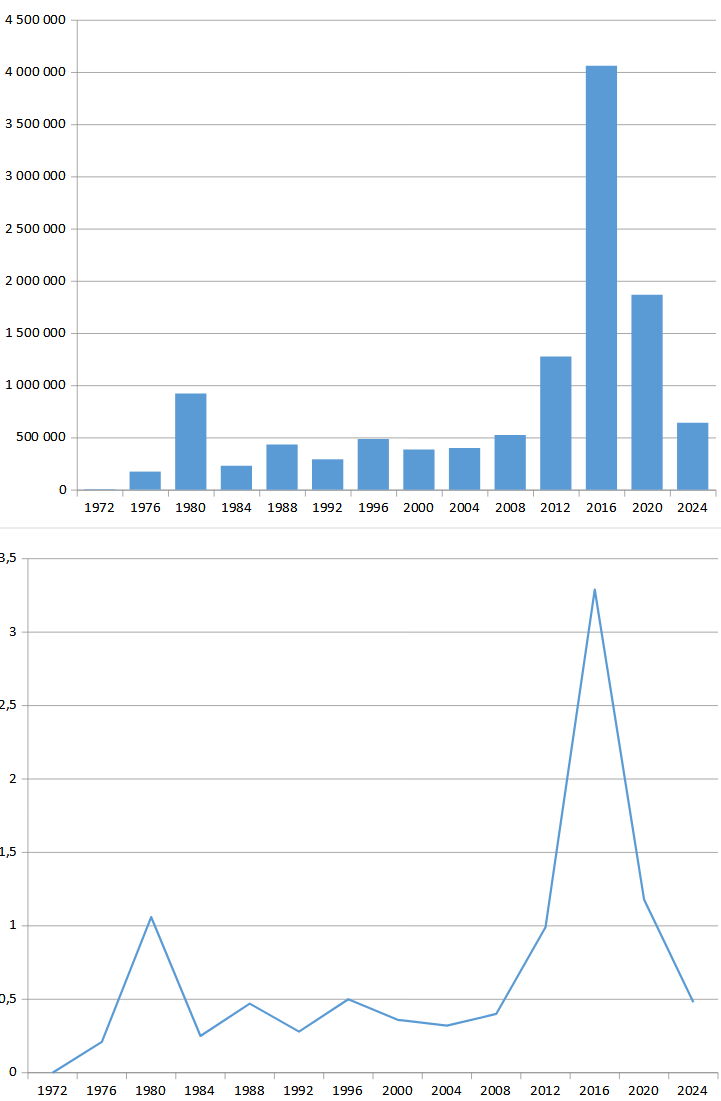
Rezultatele electorale ale partidului libertarian din SUA în cadrul alegerilor prezidențiale din 1972 până în 2020.
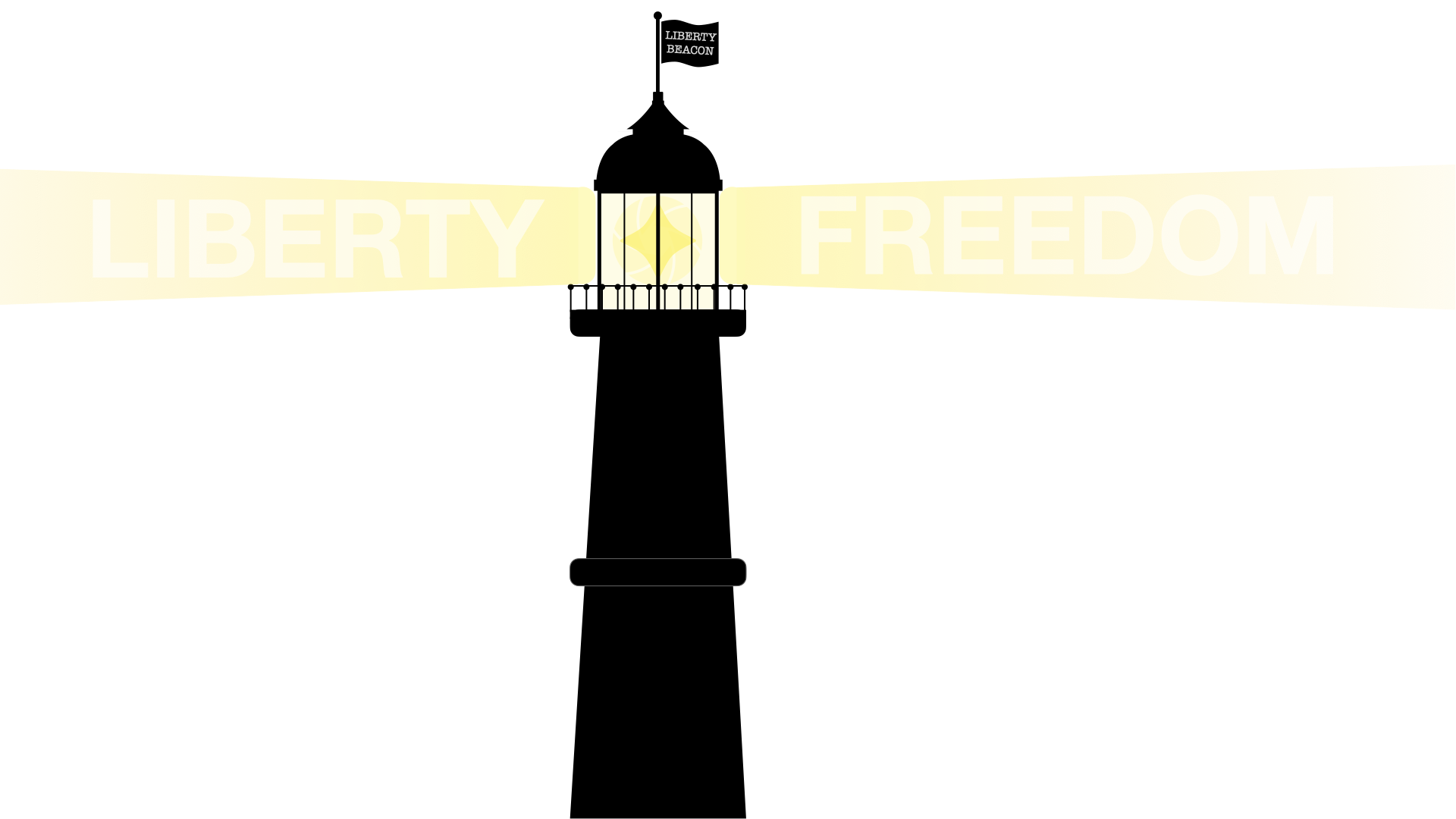
Farul este un alt simbol politic important al partidului libertarian împreună cu valoarea fundamentală a formațiunii politice, mai precis libertatea.